# Paolo Manara
Paolo Manara (1544–1611) foi um prelado católico romano que serviu como bispo de Acerno (1604–1611).

## Biografia
Paolo Manara foi ordenado sacerdote na Ordem dos Pregadores. No dia 20 de outubro de 1604, foi nomeado bispo de Acerno durante o papado de Clemente VIII. A 14 de novembro de 1604, foi consagrado bispo por Girolamo Bernerio, cardeal-bispo de Albano, tendo Agostino Quinzio, bispo de Korčula, e Lazaro Pellizzari, bispo de Nusco, servindo como co-consagradores. Serviu como Bispo de Acerno até à sua morte em 1611.